# The Brotherhood II
The Brothergood II: Young Warlocks es la segunda película de una serie de hasta ahora seis películas lanzada en 2001.

## Trama
En una escuela privada, Chandler Academy, Luc convence a otros tres estudiantes a ser sus seguidores. Los tres comienzan a resistir la influencia de Luc y descubren que planea usarlos para un demonio poderoso.

## Elenco
- Forrest Cochran como Luc.
- Sean Faris como John Van Owen.
- Stacey Scowley como Mary Stewart.
- Jennifer Capo como Mrs. Stevens
- Justin Allen como Matt Slayton.
- C. J. Thomason como Marcus Ratner.
- Noah Frank como Harlan Ratcliff.
- Greg Lyczkowski como Randall.
- Julie Briggs como Grimes.
- Ari Welkom como Alex.
- Holly Sampson como Trini.